# Isak Gustaf Clason
Isak Gustaf Clason (Falun, 30 de julio de 1856 - Rättvik, 19 de julio de 1930) fue un arquitecto sueco.

## Biografía
Clason estudió ingeniería y más tarde arquitectura en el Real Instituto de Tecnología de Estocolmo, donde fue alumno de A. T. Gellerstedt, y más tarde se graduó por la escuela de arquitectura de la Real Academia Sueca de las Artes, en ese tiempo dirigida por Fredrik Wilhelm Scholander. Recibió la medalla real en 1881 y amplió estudios en el extranjero entre 1883 y 1886. Fue miembro de la Academia de las Artes desde 1889, nombrado profesor de arquitectura en el Real Instituto de Tecnología en 1889. Vicepresidente de la Academia de las Artes en 1902, desde 1918 fue presidente. También fue elegido miembro de la Real Academia de Ciencias, en 1907.

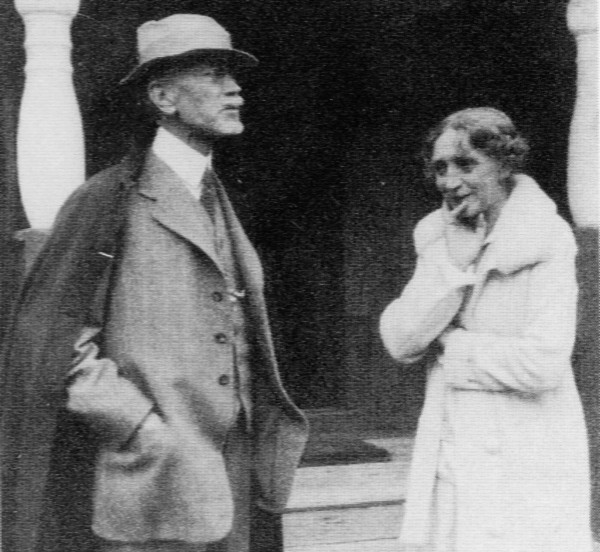
1915

## Trabajos
Su primer trabajo importante fue el edificio Bünsow (1886-1888) en Strandvägen, Estocolmo, encargado por el barón Friedrich Bünsow y en el que se observa una clara influencia de la arquitectura renacentista francesa. Abrió nuevos caminos con el uso de materiales naturales, como la piedra caliza y el ladrillo en sustitución del yeso, que había sido dominante en la arquitectura sueca hasta ese momento. También rompió con las convenciones, evitando en todo momento la perfecta simetría. Construyó importantes edificios como el Östermalmshallen (1889) de Estocolmo (con su mercado interior, Östermalmstorg, realizado junto con Kasper Sahlin), la casa Österlånggatan (1888-1889) o la casa Adelsvärd en Norrström, Estocolmo (1889).

## Galería

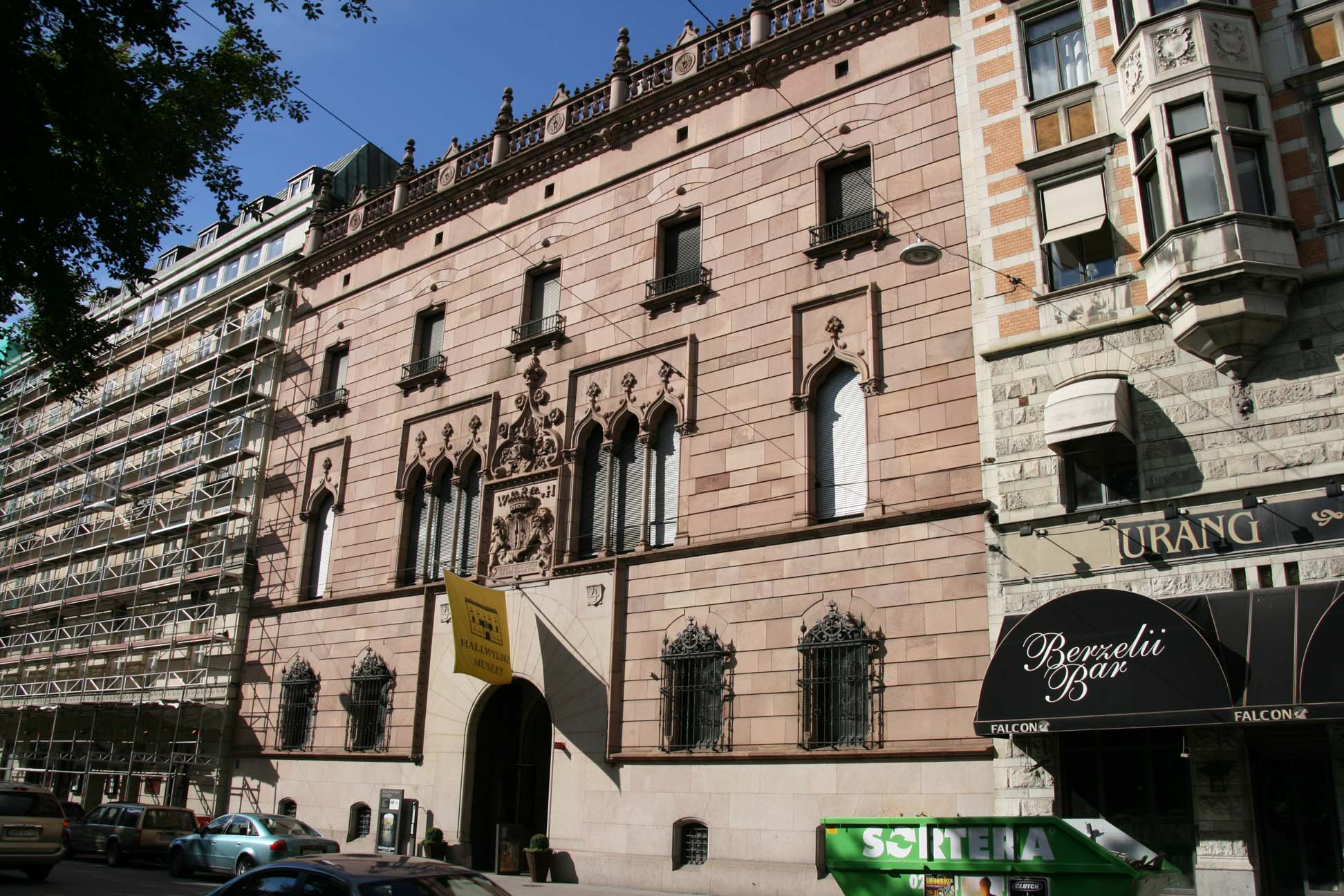
Palacio Museo Hallwyl
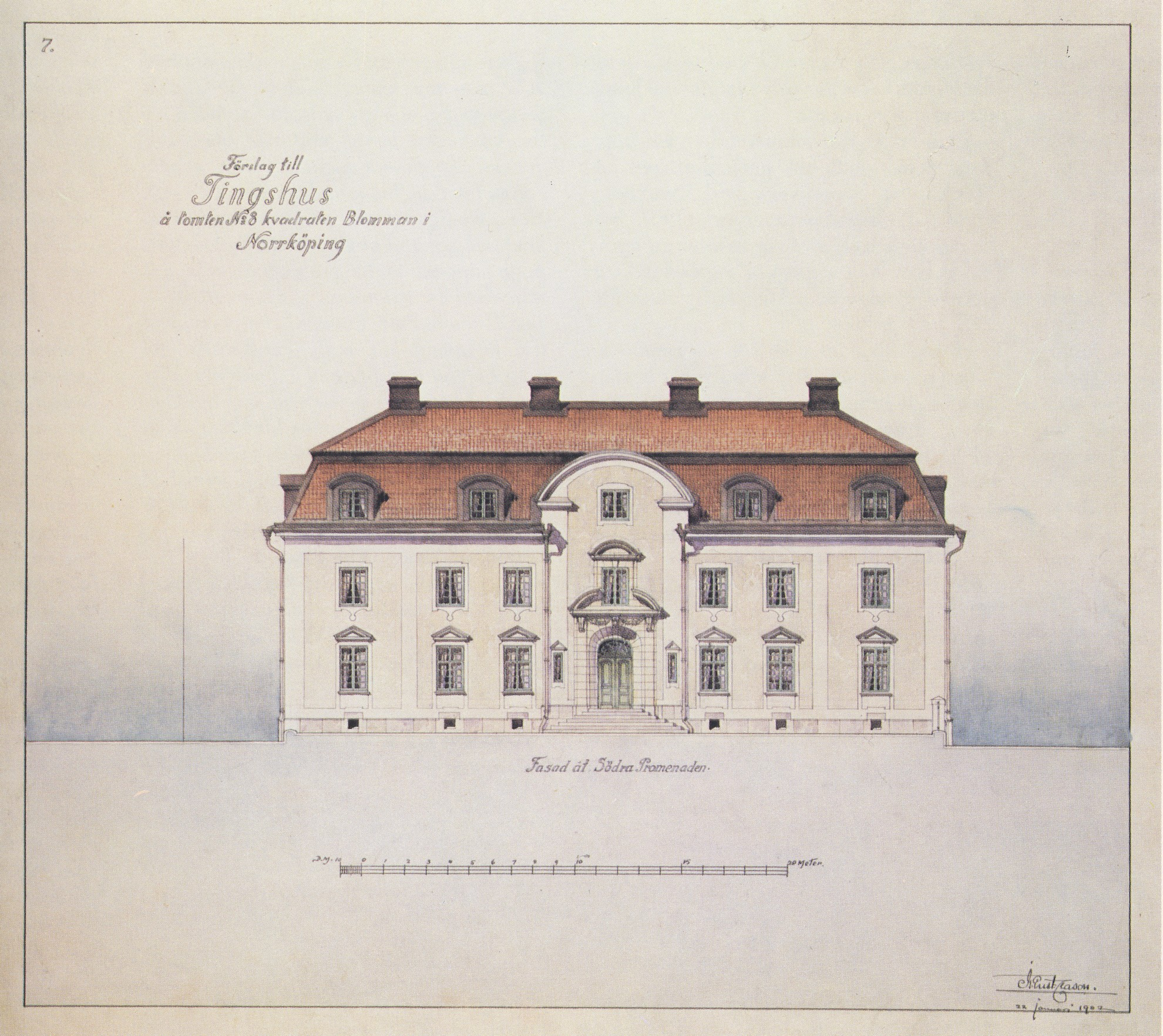
Boceto original de la corte en Norrköping
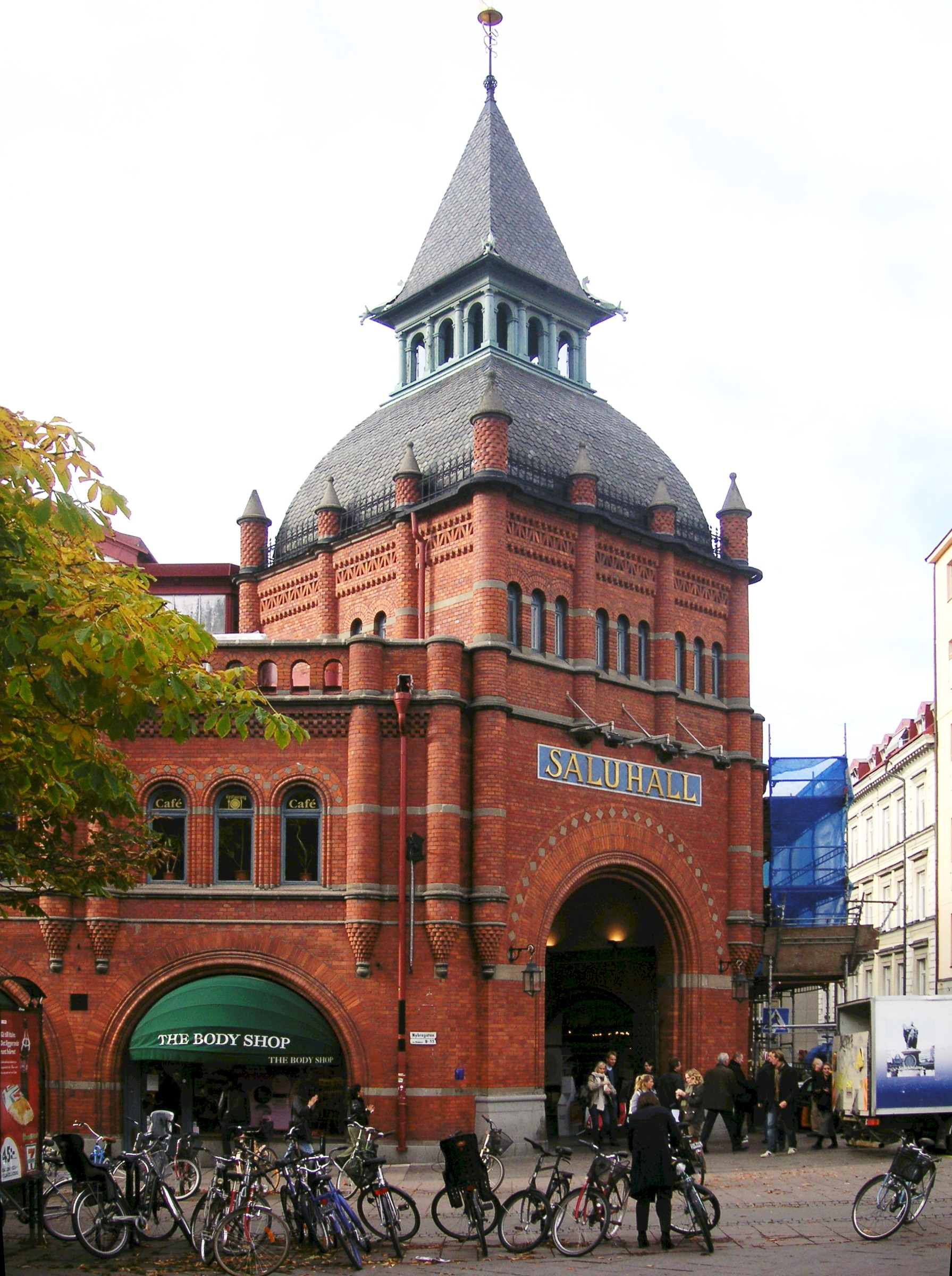
Mercado interior en Östermalmstorg
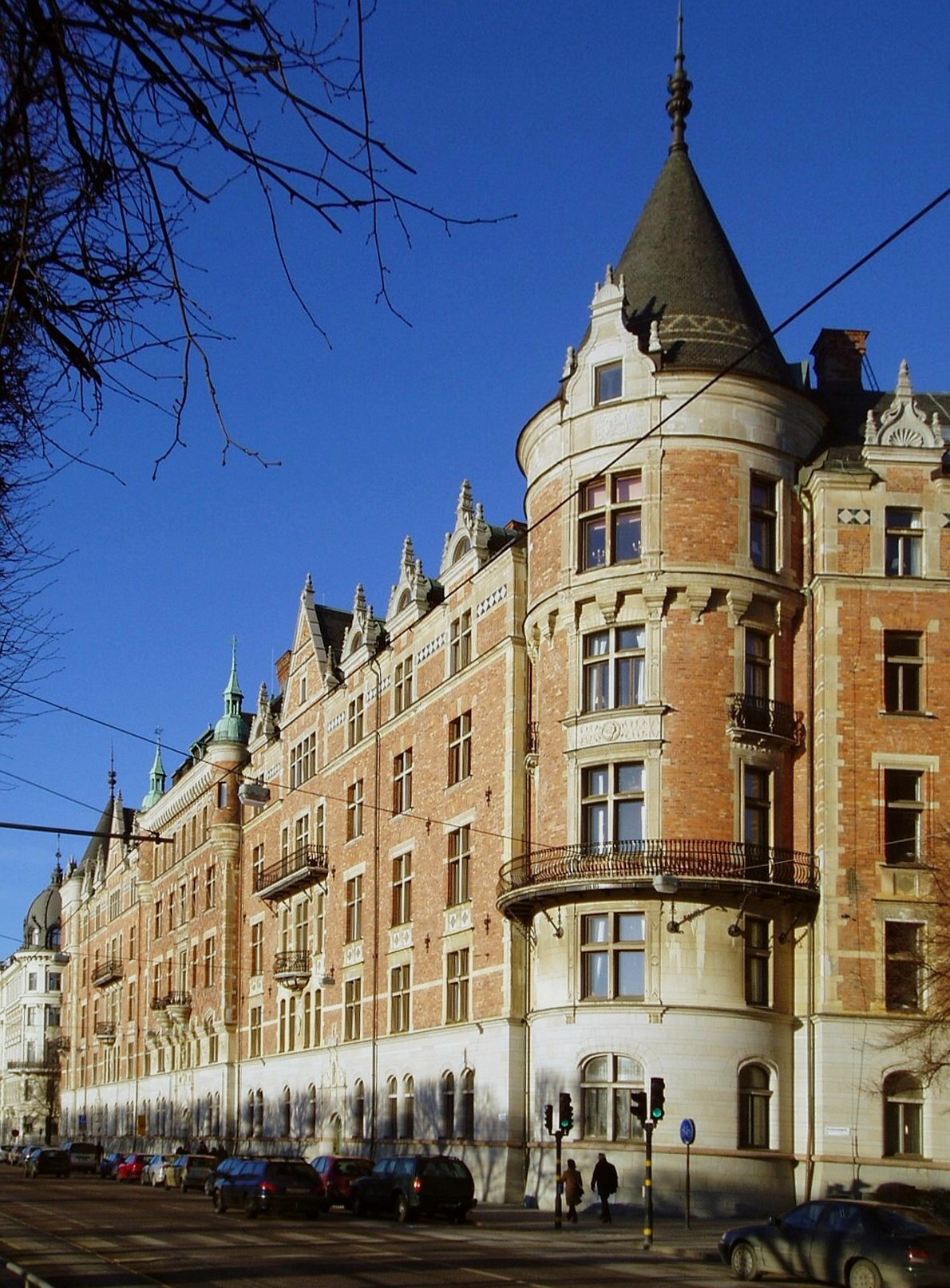
Casa Bünsow en Strandvägen
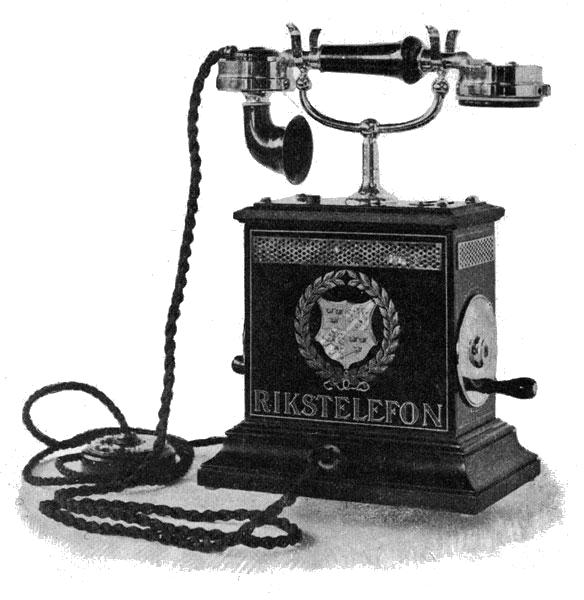
Teléfono sueco de 1896.
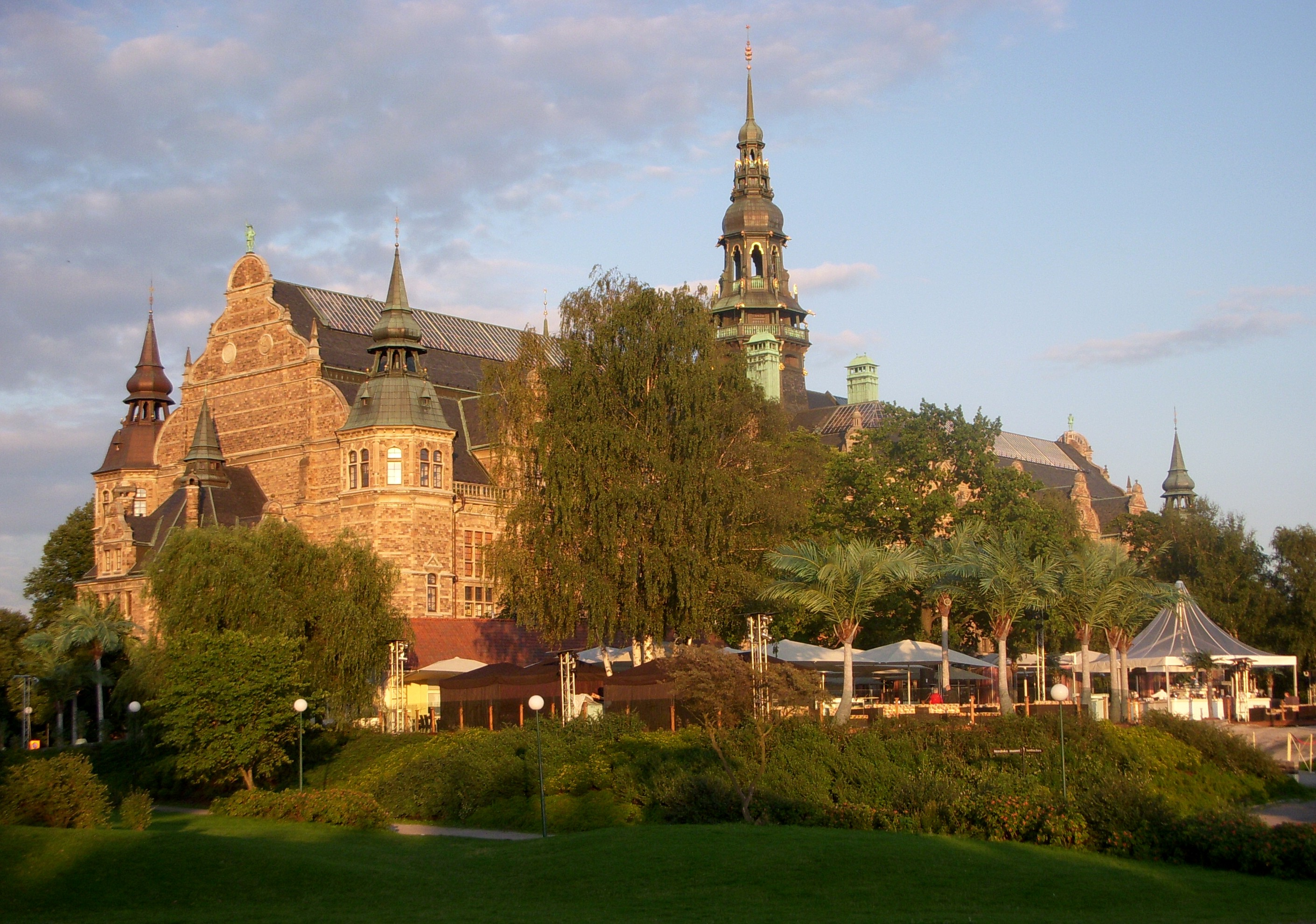
Nordiska Museum, Estocolmo